# Pontificia accademia ecclesiastica
La Pontificia Accademia Ecclesiastica è un'istituzione della Chiesa cattolica, che cura la preparazione dei sacerdoti destinati al servizio diplomatico della Santa Sede presso le varie nunziature o presso la segreteria di Stato della Santa Sede.

## Storia
Primo allievo dell'Accademia fu l'abate Pietro Garagni nel 1701. Prima di partire da Torino, ricevette dal beato Sebastiano Valfrè le consuete lettere di raccomandazioni e in particolare una lettera indirizzata al cardinale Leandro Colloredo, in cui il futuro beato chiedeva al cardinale di iniziare una comunità per quei giovani ecclesiastici nobili, che aspiravano alla carriera diplomatica per la Santa Sede. Il cardinal Colloredo parlò della proposta a papa Clemente XI, che l'approvò. L'abate Garagni fu chiamato perché stendesse un regolamento per l'Accademia e, consultato il Valfrè, ricevette un regolamento già redatto. A quel punto, non restava che radunare altri compagni di studio.
Nacque così l'Accademia dei Nobili Ecclesiastici, inizialmente dedicata alla formazione diplomatica dei rampolli ecclesiastici delle famiglie nobiliari. A partire dal 1706 si insediò presso palazzo Severoli, in piazza della Minerva, sua sede fino ad oggi. Il palazzo era stato costruito ai primi del Cinquecento per Mario Petruschi, conservatore in Campidoglio, poi acquistato da Marcantonio Colonna e successivamente dai Severoli, famiglia nobile originaria di Faenza, dei quali il palazzo porta ancora il nome. 
Nel 1850 avvenne la definitiva trasformazione, che ne fece il luogo particolarmente dedicato alla preparazione dei chierici per il servizio diplomatico pontificio. 
Si deve a Pio XI l'attuale denominazione di Pontificia Accademia Ecclesiastica, mentre toccò a Pio XII – che per cinque anni vi aveva insegnato diplomazia ecclesiastica – disporre la redazione di un nuovo regolamento, emanato nel 1945 e tuttora in vigore.
Il 15 aprile 2025 è stato pubblicato il chirografo con il quale papa Francesco ha riformato l'Accademia quale Istituto ad instar Facultatis per il personale diplomatico, mediante lo studio delle discipline giuridiche, storiche, politologiche, economiche e lingue straniere.

## Organizzazione

### Direzione
La Pontificia Accademia Ecclesiastica è un'istituzione dipendente direttamente dalla Segreteria di Stato della Città del Vaticano. Pertanto, l'alta direzione della medesima spetta al cardinale Segretario di Stato pro tempore.
La conduzione fattiva della casa di formazione spetta invece al Presidente, scelto e nominato dal Romano Pontefice con l'ausilio del Segretario di Stato: costui è sempre un Nunzio Apostolico, ovvero un ecclesiastico con grado di Arcivescovo e con maturata esperienza diplomatica "sul campo".
Tra i compiti del Presidente c'è quello di ricercare annualmente nuovi sacerdoti da immettere, previo superamento dei relativi esami, alla missione diplomatica della Santa Sede; ha inoltre il compito di accogliere e seguire tutti gli alunni e di organizzarne il corso formativo interno. Non da ultimo, il Presidente gestisce il personale religioso presente nella casa (vi opera un gruppo di suore) e quello laico.
Un comunicato della Segreteria di Stato del 21 novembre 2017 afferma che il Segretario della neo-costituita Terza Sezione della Segreteria, per il Personale di ruolo diplomatico della Santa Sede, sarà responsabile, insieme al Presidente della Pontificia Accademia Ecclesiastica, per quanto riguarda la selezione e la formazione dei candidati. Questo è stato poi recepito e specificato nella Costituzione Apostolica Praedicate Evangelium sulla Curia Romana e il suo servizio alla Chiesa e al Mondo, del 19 marzo 2022, nell'articolo 52 sulla "Sezione per il Personale di ruolo diplomatico della Santa Sede" al paragrafo 2, che riporta: "la Sezione collabora con il Presidente della Pontificia Accademia Ecclesiastica, per quanto riguarda la selezione e la formazione dei candidati al servizio diplomatico della Santa Sede e mantiene i contatti con il Personale diplomatico in quiescenza". 
Dal 25 gennaio 2023 l'Accademia Ecclesiastica è presieduta dal nunzio apostolico Salvatore Pennacchio, arcivescovo titolare di Montemarano.

### Alunni
I candidati inviati ogni anno a diventare alunni della Pontificia Accademia Ecclesiastica sono circa una dozzina. Essi sono tutti presbiteri diocesani incardinati nelle rispettive Diocesi di provenienza. L'origine geografica degli alunni è varia e ampia: ogni anno, infatti, la comunità formativa è composta da presbiteri provenienti da più di 20 paesi diversi.

### Percorso formativo
Gli alunni seguono un doppio itinerario formativo che può durare da due a quattro anni. 
Da un lato, la formazione accademica presso una delle università pontificie presenti a Roma, fino al conseguimento della licenza in diritto canonico e del dottorato, solitamente nella facoltà di diritto canonico.
In secondo luogo è previsto un corso formativo interno, a cui sono ammessi come studenti i soli alunni dell'Accademia. Il corso interno ha durata biennale e termina con un esame presso la Segreteria di Stato. Il corso è incentrato sull'acquisizione da parte dei candidati ecclesiastici del contenuto di materie del settore diplomatico, tra cui: storia della diplomazia, stile diplomatico, diplomazia ecclesiastica, diritto internazionale e lingue straniere (principalmente italiano, inglese, francese e spagnolo).

### L'anno missionario voluto da papa Francesco
Con una lettera indirizzata al Presidente della Pontificia Accademia Ecclesiastica in data 11 febbraio 2020, papa Francesco ha comunicato la sua decisione di arricchire il curriculum della formazione accademica con un anno dedicato interamente al servizio missionario presso le Chiese particolari sparse nel mondo. Tale nuova esperienza, in vigore per gli alunni accolti a partire dall'anno accademico 2020/2021, mira a ravvivare e a rafforzare lo spirito missionario di evangelizzazione che deve precedere e sostenere la missione diplomatica, che per i legati pontifici consiste in primis in un servizio di particolare vicinanza alle Chiese locali presso le quali il Romano Pontefice li invia. Gli alunni potranno dunque entrare nel corpo diplomatico della Santa Sede soltanto a conclusione dell'anno missionario, previo parere favorevole dei superiori.

### Altre personalità
- Elenco ex alunni dal 1701.

## Cronotassi dei presidenti
- Vescovo Matteo Gennaro Sibilia † (1701 - 1704 dimesso)
- Don Francesco Giordanini, C.M. (1704 - 1720)
- Don Pellegrino De Negri, C.M. (1721 - 1728)
- Don Tommaso Giannini, C.M. (1729 - 1739)
- Conte Girolamo Formaliani (1739 - 1742)
- Angelo Granelli (1742 - 1744)
- Pier Matteo Onorati (1744 - 1762)
- Arcivescovo Innocenzo Gorgoni, O.S.B. † (1763 - 1764 dimesso)
- Paolo Antonio Paoli, O.M.D. (1775 - 1798)
- Monsignore Vincenzo Brenciaglia (1802 - 1814)
- Arcivescovo Giovanni Giacomo Sinibaldi † (1814 - 2 settembre 1843 deceduto)
- Vescovo Giovanni Battista Rosani, Sch.P. † (22 gennaio 1844 - 1847 dimesso)
- Vescovo Giuseppe Cardoni † (15 settembre 1848 - 7 aprile 1873 deceduto)
- Vescovo Venanzio Mobili † (aprile 1873 - 22 agosto 1875 deceduto)
- Vescovo Odoardo Agnelli † (settembre 1875 - 24 settembre 1878 deceduto)
- Vescovo Placido Maria Schiaffino, O.S.B.Oliv. † (2 novembre 1878 - 18 novembre 1884 nominato segretario della Congregazione per le Consultazioni dei Regolari)
- Arcivescovo Domenico Ferrata † (1884 - 14 aprile 1885 nominato nunzio apostolico in Belgio)
- Arcivescovo Luigi Sepiacci, O.S.A. † (13 aprile 1885 - 2 luglio 1886 nominato segretario della Congregazione dei vescovi e regolari)
- Arcivescovo Francesco Satolli † (1º giugno 1888 - 1891 nominato officiale della curia romana)
- Arcivescovo Augusto Guidi † (1892 - 1894 dimesso)
- Arcivescovo Filippo Castracane degli Antelminelli † (18 giugno 1894 - 1898 dimesso)
- Arcivescovo Rafael Merry del Val y Zulueta † (21 ottobre 1899 - 4 agosto 1903 nominato pro-segretario di stato)
- Arcivescovo Francesco Sogaro † (26 ottobre 1903 - 6 febbraio 1912 deceduto)
- Arcivescovo Giovanni Maria Zonghi † (5 dicembre 1914 - 8 agosto 1941 deceduto)
- Vescovo Paolo Savino † (1941 - 27 aprile 1959 nominato vescovo ausiliare di Napoli)
- Arcivescovo Giacomo Testa † (1959 - 29 settembre 1962 deceduto)
- Arcivescovo Gino Paro † (31 agosto 1962 - 5 maggio 1969 nominato delegato apostolico in Australia e Papua Nuova Guinea)
- Arcivescovo Salvatore Pappalardo † (7 maggio 1969 - 17 ottobre 1970 nominato arcivescovo di Palermo)
- Arcivescovo Felice Pirozzi † (17 ottobre 1970 - 25 luglio 1975 deceduto)
- Arcivescovo Cesare Zacchi † (1º giugno 1975 - 8 giugno 1985 dimesso)
- Arcivescovo Justin Francis Rigali (8 giugno 1985 - 21 dicembre 1989 nominato segretario della Congregazione per i vescovi)
- Arcivescovo Karl-Joseph Rauber † (22 gennaio 1990 - 16 marzo 1993 nominato nunzio apostolico in Svizzera e in Liechtenstein)
- Arcivescovo Gabriel Montalvo Higuera † (29 aprile 1993 - 7 dicembre 1998 nominato nunzio apostolico negli Stati Uniti d'America)
- Arcivescovo Giorgio Zur † (7 dicembre 1998 - 29 gennaio 2000 nominato nunzio apostolico in Russia)
- Arcivescovo Justo Mullor García † (11 febbraio 2000 - 13 ottobre 2007 ritirato)
- Arcivescovo Beniamino Stella (13 ottobre 2007 - 21 settembre 2013 nominato prefetto della Congregazione per il clero)
- Arcivescovo Giampiero Gloder (21 settembre 2013 - 11 ottobre 2019 nominato nunzio apostolico a Cuba)
- Arcivescovo Joseph Salvador Marino (11 ottobre 2019 - 23 gennaio 2023 ritirato)
- Arcivescovo Salvatore Pennacchio, dal 25 gennaio 2023